# 楽しき我が家 (映画)
『楽しき我が家』（たのしきわがや、The Stars Are Singing）は、1953年に公開されたアメリカ合衆国のミュージカル映画。パラマウント・ピクチャーズによるテクニカラー作品である。監督はノーマン・タウログ。出演はローズマリー・クルーニーなど。

## キャスト
- テリー・ブレナン: ローズマリー・クルーニー
- カトリ・ワレンスカ: アンナ・マリア・アルバゲッティ（英語版）（吹替: 岡本茉利）
- ヤン・ポルディ: ラウリッツ・メルヒオール
- ホーマー・ティルデル: ボブ・ウィリアムズ
- バディ・フレイザー: トム・モートン

※日本語吹き替え - テレビ版・初放映1973年7月15日『サンデー洋画劇場』

## スタッフ
- 監督: ノーマン・タウログ
- 製作: アーヴィング・アッシャー（英語版）
- 原案: ポール・ハーヴェイ・フォックス（英語版）
- 脚本: リーアム・オブライエン
- 撮影: ライオネル・リンドン（英語版）
- 編集: アーサー・P・シュミット（英語版）
- 音楽: ヴィクター・ヤング